# 扁厚蛤
扁厚蛤（学名：Nipponocrassatella adamsi）是心蛤目厚蛤科日本厚蛤屬的一种。

## 分佈
本物種分佈於
韩国、
台湾，
常栖息在淺海沙底。